# Рюдигер, Ютта
Ю́тта Рю́дигер (нем. Jutta Rüdiger; 14 июня 1910, Берлин, Германская империя — 13 марта 2001, Бад-Райхенхалль, Германия) — немецкий психолог, имперский референт Союза немецких девушек (БДМ) в составе Гитлерюгенда в Третьем Рейхе в период с 1937 по 1945 год.

## Биография
Детство и юность Ютты Рюдигер прошли в Дюссельдорфе, где её отец работал инженером. Учась на психолога в Вюрцбурге, в 1931 году Рюдигер вступила в Национал-социалистический союз студентов Германии, а в 1932 основала Национал-социалистический союз студенток (нем. Arbeitsgemeinschaft nationalsozialistischer Studentinnen).
В 1937 году она стала лидером Союза немецких девушек, заняв это место после Труде Мор — несмотря на то, что некоторые немцы враждебно относились к женщинам в политике: «Национал-социалистическое движение по своей сути есть мужское движение. Если мы уберём женщин из общественных сфер жизни, то это не значит, что мы хотим их обидеть. Наоборот, мы хотим вернуть им их собственные честь и достоинство. Всегда их высшим предназначением и занятием считалось и считается быть женой и матерью» (Йозеф Геббельс, 1934).
Официально должность Рюдигер именовалась «Представитель Союза немецких девушек Третьего рейха». Слово «руководитель» не использовалось, поскольку Союз девушек был подразделением Гитлерюгенда и подчинялся рейхсюгендфюреру Бальдуру Бенедикту фон Шираху (а с 1940 его преемнику Артуру Аксману). С 1942 года Рюдигер также руководила организацией «Вера и красота». Она вспоминала об этом времени: «Я увидела, что под впечатлением выступлений и высказываний Гитлера люди разных классов, которые прежде ожесточённо противостояли друг другу, слились в единую и сплочённую нацию под влиянием одного простого человека, который заявил, что национализм и социализм взаимообусловлены, что это даже одно и то же и что людей нужно оценивать не по их финансовому состоянию, а по их способности к борьбе за национальную общность».
Рюдигер была арестована войсками США в 1945 году и провела два с половиной года в заключении. Однако против неё не было выдвинуто никаких обвинений, и Ютту отпустили, после чего она устроилась на работу психологом в Дюссельдорфе. Историк Майкл Катер в своей книге Hitler Youth написал, что она осталась «неисправимым нацистом».
В 2000 году Рюдигер дала интервью газете Junge Freiheit, в котором рассказала о своей жизни.

## В популярной культуре
- Ютта Рюдигер упоминалась в фильме «Свинцовые времена» режиссёра Маргарете фон Тротте.